# ONE FOR ALL (漫画)
『ONE FOR ALL』（ワン フォー オール）は、柳内大樹による日本のラグビー漫画。『週刊ヤングマガジン』（講談社）にて、2024年2・3合併号より2025年2・3合併号まで連載。その後『ヤンマガWeb』（同社）に移籍して、2025年2月15日から連載されている。

## あらすじ
暁天学園高校ラグビー部はある日起こった事件の影響で部員数が激減していた。そんな部に特待生一嵐（にのまえ　あらし）ら個性豊かな新入生が入っていき、少しずつだが生まれ変わっていく。

## 登場人物

### 暁天学園高校ラグビー部
一嵐（にのまえ あらし）
1年。一人称は俺。ポジションはプロップ。中学都大会優勝経験者で特待生で入学。実力はあるが試合中喧嘩早い所や学力が良くない理由で強豪校からオファーがなかった模様。喧嘩しながらも不良らをラグビー部に誘っていく。プロップをやってる理由は苗字から。
鳴戸京平（なると きょうへい）
3年。チームの主将。青髪。ポジションはスタンドオフ。優しい性格で過去に起きたラグビー部内の暴力事件に責任を感じている。昔高校日本代表候補合宿入りするほどの実力者。
小日向徳（こひなた めぐみ）
1年。ポジションはウィング。府中育ちで地元のラグビースクールへ通っていた。
行天樺丸（ぎょうてん かばまる）
1年。ポジションはウィング。金髪大金持ちで行天家は紳士のスポーツをやるのが決まりということでラグビーをやっている。学校を間違えるほどあまり頭は良くなく、ロールスロイスで学校まで親に送ってもらっている。
町田千春（まちだ ちはる）
1年。ポジションはフランカー。府中連合のリーダー。嵐に入部誘われて、喧嘩に負けたため入部。タバコを吸っていたが、ラグビー部入部に伴い、辞める。
三木政宗（みき まさむね）
1年。ポジションはプロップ。眼鏡をかけている府中連合のメンバーで町田の子分。
竹島富男（たけしま とみお）
1年。ポジションはフランカー。府中連合のメンバーで町田の子分。
野々村清人（ののむら きよと）
1年。ポジションはセンター。カリアゲで口が悪い。マネージャーの胸を見て入部を決める。
神田心（かんだ こころ）
1年。ポジションはロック。清人と仲がいい。元々サッカーのゴールキーパーだった。
松本蒼甫（まつもと そうすけ）
3年。チームの副将。ポジションはフルバック。サングラスをかけており、鳴戸と仲がいい。
山口太郎（やまぐち たろう）
3年。ポジションはフッカー。嵐曰く関東ナンバーワンフッカーらしい。
火野大吉（ひの だいきち）
3年。ポジションはロック。眼鏡をかけており、冷静沈着で髭が濃い。
佐田博文（さだ ひろふみ）
2年。ポジションはナンバーエイト。ノリが良く太っちょの兄貴分。
森田由伸（もりた よしのぶ）
2年。ポジションはセンター。一番地味な人。
後藤田勝俊（ごとうだ かつとし）
ラグビー部監督。監督が部員を殴ったのが動画で撮影されたことで騒動となって部員が激減した。事件の影響で部員への指導は断っている。
宝田杏奈（たからだ あんな）
3年。女子マネージャー。ガタイが良くて背が高い。
巫雅子（かんなぎ まさこ）
2年。女子マネージャー。ボブカットの眼鏡で嵐の大ファン。

### その他の人物
一ノ瀬 蘭子（いちのせ らんこ）
1年。女性。樺丸の親からのお願いで許嫁になる。
女良雅治（めら まさはる）
1年。ピンク髪で眼鏡をかけている。教室でラグビー部へ勧誘する嵐を教師の目の前で殴り、1週間の停学となる。停学期間終了後、嵐に再び勧誘されるも、喧嘩の末結局断る。
横さん
社会人ラグビーの選手。暁天学園ラグビー部OBで後藤田から指導を受けた。母校ラグビー部との合同練習を心より受け入れる。

## 用語解説
暁天学園高校（ぎょうてんがくえんこうこう）
嵐らが通う東京都内にある高校。同校ラグビー部は過去に起きた暴力事件によって部員が激減していた。

## ルールについての補足
実際の高校ラグビーではヘッドキャップ着用は義務づけられているがキャラクターがわかりずらいという理由から描かれず漫画内では被ってる体で描かれている。

## 書誌情報
- 柳内大樹『ONE FOR ALL』講談社〈ヤンマガKCスペシャル〉、既刊7巻（2025年7月4日現在）
  1. 2024年3月6日発売[5][6]、ISBN 978-4-06-534930-4
  2. 2024年5月7日発売[7][8]、ISBN 978-4-06-535596-1
  3. 2024年8月6日発売[9][10]、ISBN 978-4-06-536543-4
  4. 2024年10月4日発売[11][12]、ISBN 978-4-06-537263-0
  5. 2025年1月6日発売[13][14]、ISBN 978-4-06-538277-6
  6. 2025年4月4日発売[15]、ISBN 978-4-06-540172-9